# Frankenstein-Bergturnfest
Das Frankenstein-Bergturnfest ist ein traditionelles eintägiges Bergsportfest auf dem Langenberg am westlichen Rand des Odenwaldes an der hessischen Bergstraße in der Nähe von Nieder-Beerbach, einem Ortsteil von Mühltal. Es wird seit dem Jahr 1902 jährlich durchgeführt und hat zigtausende von Teilnehmern und Besuchern angezogen. Die Veranstaltung ist für Mitglieder aller Sportvereine und für alle Altersgruppen von Kindern bis Senioren offen. Im Jahr 2002 wurde das hundertste Jubiläum gefeiert und eine Festschrift publiziert.

## Geschichte

### 1873 bis 1902
Im Jahr 1873 beschloss der 7. Gauturntag des Main-Rhein-Gaues die Durchführung eines „volkstümlichen Turnfestes“, mit dessen Organisation der Turnverein Erbach beauftragt wurde. Austragungsort wurde der „obere und untere Schöllenberg“, Austragungstag der Himmelfahrtstag des Jahres 1874 am Samstag, dem 16. Mai. An den Wettkämpfen in „Freiweit“, „Freihoch“, Steinstoßen und Wettlaufen konnten sich die Vereine des Mittelrhein-Kreises beteiligen. Wegen ungünstiger Wetterlage musste diese Erstveranstaltung allerdings auf Sonntag, den 17. Mai 1874, verlegt werden.
Ab 1882 fanden auf Gau-Ebene jährlich jeweils zwei so genannte „Turngänge“ statt, zu denen die Teilnehmer auf festgelegten Routen über teils lange Strecken zu den jeweiligen Austragungsorten an der Bergstraße, nach Erbach oder Obernburg marschierten.
Der 38. Gauturntag des Main-Rhein-Gaues im Jahr 1898 befand schließlich, diese „Turngänge“ nicht mehr zentral auf Gau-Ebene, sondern dezentral in den einzelnen Bezirken durchzuführen.

### 1902 bis 1945

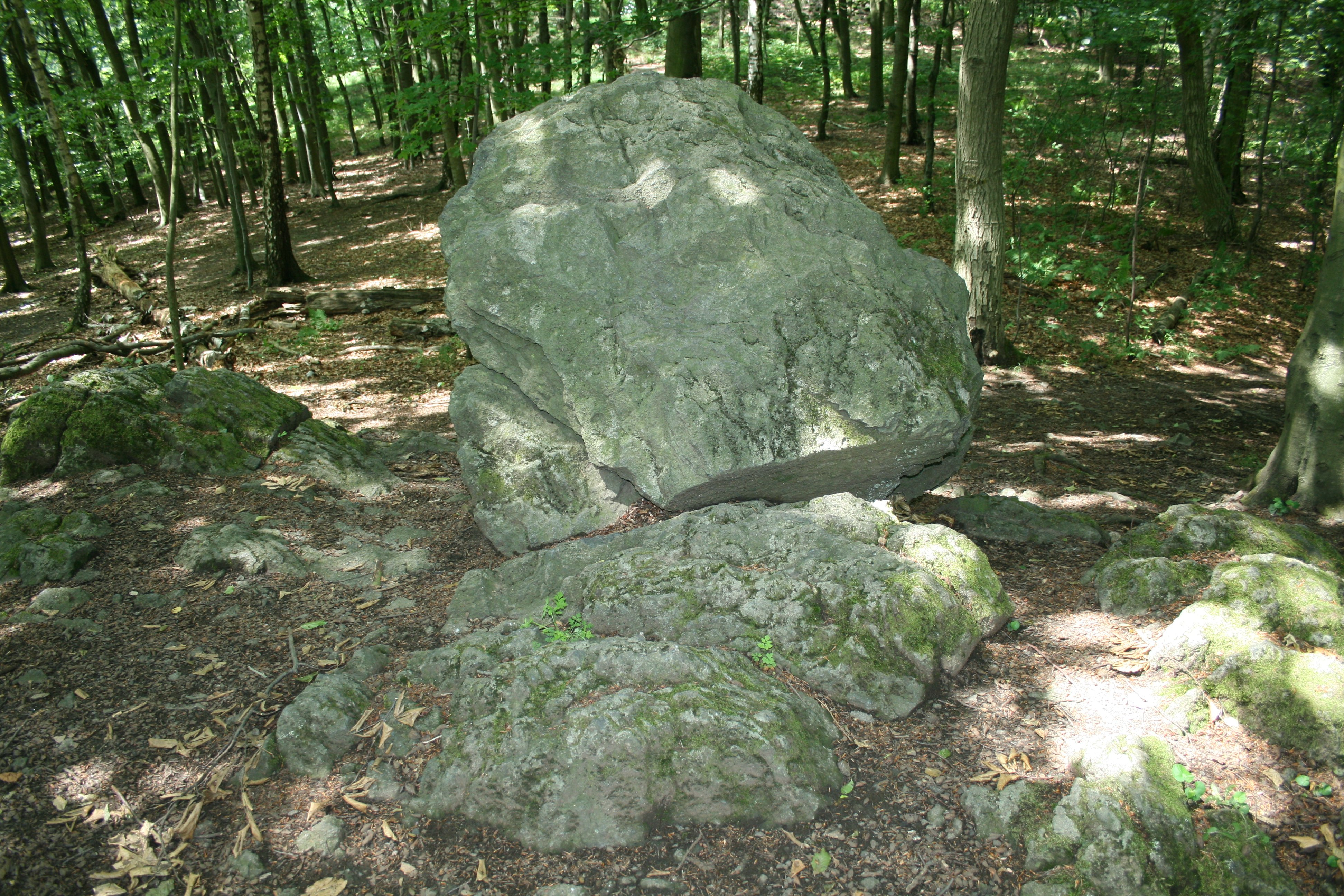
Der Austragungsort der Wettkämpfe liegt auf dem umgangssprachlich so bezeichneten Magnetberg. Das Bild zeigt einen Magnetstein in der Nähe.

Durch diese Vorgeschichte kam es im Juni des Jahres 1902 zum ersten „Turngang“ auf dem Langenberg, der somit an dieser Stelle als erstes Bergturnfest gerechnet wird, zum zweiten „Turngang“ am 17. Mai 1903.
Der Veranstaltungsort auf dem Langenberg wurde nach der nahegelegenen Burg, die als Landmarke weithin bekannt ist, immer als Frankenstein bezeichnet.
Die Turner des Main-Rodgau-Verbandes hielten nach dem Ersten Weltkrieg am gleichen Ort ebenfalls Bergturnfeste ab. Die meisten Unterlagen aus dieser Zeit gingen jedoch verloren, so dass nur wenige Daten aus dieser Zeit verifizierbar sind. Das Bergturnfest des Main-Rodgau-Verbandes fand 1920 zum ersten Mal und 1931 zum zehnten Mal auf dem Langenberg statt. In Anbetracht dieser Zählweise fiel es vorher offenbar in einem Jahr aus, vielleicht zur Zeit der Hyperinflation.
1927 wurde von den Turnern der große Obelisk des Ehrenmales für die Toten des Weltkrieges errichtet und feierlich eingeweiht. Das Ehrenmal war in diesen Jahren wiederholt Ziel der „Schmuck-Gedächtnis-Wanderung“ des Gaues, benannt nach dem Vorsitzenden des Mittelrhein-Kreises.
Während der Zeit des Nationalsozialismus fanden die Frankenstein-Bergturnfeste unter der Regie des Deutschen Reichsbundes für Leibesübungen bzw. ab 1938 des Nationalsozialistischen Reichsbundes für Leibesübungen mit Dreikampf-Wettbewerben (75- und 100-Meter-Lauf, Weitsprung und Kugelstoßen) unter besonders großer Beteiligung von Jugendlichen bis einschließlich 1943 statt. Danach fielen die Bergturnfeste wegen der zunehmend stärker werdenden Auswirkungen des Zweiten Weltkrieges aus.

### 1945 bis 2002

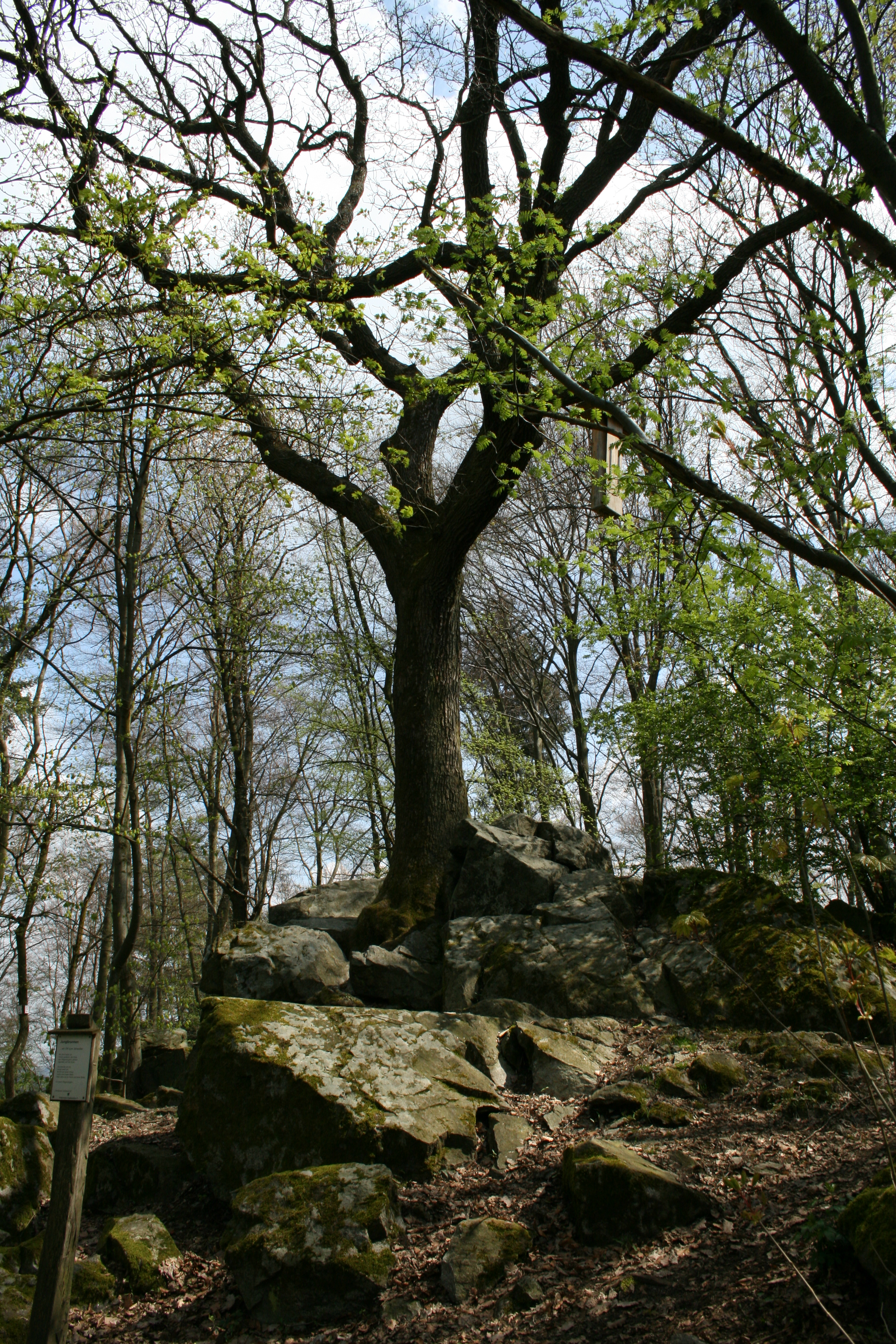
Quell der Jugend in der Nähe des Austragungsortes

Die unmittelbare Nachkriegszeit war zunächst den essentiellen Lebensbedingungen gewidmet, zudem durften sich Sportvereine und -verbände nicht gleich wieder konstituieren, da sie den alliierten Besatzungsmächten als Träger nationalsozialistischen Gedankenguts galten. Die Satzungen bzw. Statuten mussten zum Teil neu gefasst werden, Verbände formierten sich meist völlig neu.
Erst im Dezember 1948 wurde beim Kreisturntag in Darmstadt vom Kreisvorsitzenden Philipp Matthes der Antrag gestellt, das Frankenstein-Bergturnfest ab 1949 fortzusetzen. Zunächst allerdings galt es, für die Austragungsfläche auf dem Langenberg wieder wettkampfgerechte Bedingungen herzustellen. Dies übernahmen der TV 1893 Seeheim, der TV 1876 Eberstadt und der TV 1894 Nieder-Beerbach. Als Organisator fungierte der Kreisvolksturnwart Jupp Balzert. In gemeinschaftlicher Arbeit gelang es allen Beteiligten, das Frankenstein-Bergturnfest 1949 wieder durchzuführen. Ab 1951 bildete sich ein Bergturnfest-Ausschuss unter der Leitung von Ludwig Jourdan, dem damaligen Vorsitzenden des TV 1894 Nieder-Beerbach, der sich der künftigen Konzeption und Organisation annahm. Wie sich erwies, wurde die bis dahin genutzte kleine Waldwiese bald zu klein. Das ins Auge gefasste größere Areal befand sich gleich in der Nähe auf dem so genannten Magnetberg. Es wurde von den Vereinen Nieder-Beerbachs unter der Leitung von Gauvolksturnwart Balzert unter großem persönlichen Aufwand in ehrenamtlicher Arbeit zu einer zeitgemäßen Wettkampfanlage geformt.
Ab dem Jahr 1958 übernahm der TV 1894 Nieder-Beerbach die Ausrichtung des Frankenstein-Bergturnfestes in alleiniger Regie. Ausschussvorsitzender wurde der ehemalige Bürgermeister des Ortes, Friedrich-Wilhelm Pritsch. Im Lauf der Zeit wurde ein Waldweg, der ursprünglich die Laufbahn kreuzte, ans Ende des Areals verlegt. Der heutige Besucherparkplatz der Burg war früher ein Acker des Burgpächters. Er konnte zwischen 1958 und 1963 im Dreikampf an Stelle des Kugelstoßens für den Schlagball- und Schleuderball-Weitwurf genutzt werden. Danach musste der Dreikampf wegen des neu entstehenden Besucherparkplatzes wieder auf das Kugelstoßen bzw. Steinstoßen umgestellt werden.
1962 weihte der Vorsitzende des Hessischen Turnverbandes, Franz Wilhelm Beck, die neben der Wettkampffläche errichtete Blockhütte des Bergturnfest-Ausschusses ein, die nach Johann Heinrich Felsing benannt wurde.
Für das Frankenstein-Bergturnfest wurde in den 1980er Jahren ein eigenes Logo eingeführt.
Die früher um dreieinhalb Meter abfallende 100-Meter-Laufbahn wurde 1981 eingeebnet. Bis zu dieser Maßnahme mussten die Läufer am Ziel von Helfern aufgefangen bzw. abgestoppt werden. In den Folgejahren wurde die Gesamtanlage so gestaltet, dass sie der Bevölkerung ganzjährig als Freizeitfläche zur Verfügung steht.
1982 wurde das achtzigste Jubiläum, 2002 das hundertste Jubiläum des Frankenstein-Bergturnfestes gefeiert. Zu beiden Anlässen wurde eine Festschrift veröffentlicht.

## Gelände

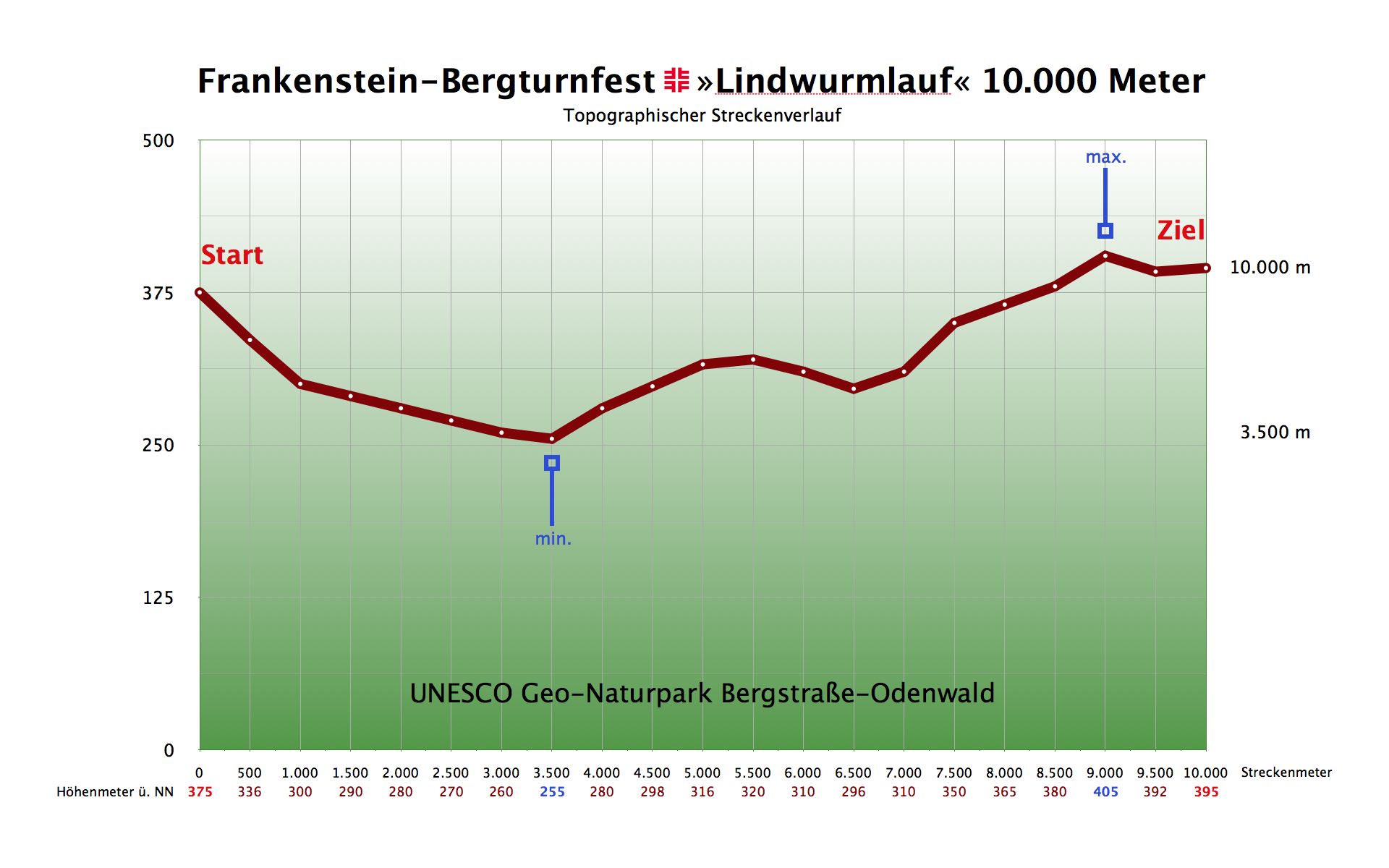
Topographisches Streckenprofil des Lindwurmlaufes (10.000 Meter)

Für das Bergturnfest steht inmitten des UNESCO Geo-Naturparks Bergstraße-Odenwald eine eigens dafür ausgewiesene Sportanlage zur Verfügung, ein mit Holzgeländer abgegrenztes und weitgehend ebenes Areal mit gemähter Rasenfläche und Weitsprung-Sandgrube bildet die Haupt-Wettkampffläche. Es liegt direkt am Burgenweg, südwestlich der Burg Frankenstein und deren Besucherparkplatz. Die während des Frankenstein-Bergturnfestes ausgetragenen Langstreckenläufe führen über Wald- und Spazierwege sowie teilweise über asphaltierte Straßen.

### Topographie
Der Bezeichnung Bergturnfest entsprechend findet die Veranstaltung in erhöhter Lage statt. Sowohl zum Wettkampfgelände als auch bei einigen der Laufwettbewerbe sind daher größere Steigungsstrecken zu überwinden. Während des so genannten Lindwurmlaufs (Karl-Roß-Gedächtnislauf) liegt der niedrigste Punkt der Strecke bei etwa 255 Metern ü. NN, der höchste bei ca. 405 Metern ü. NN.

## Wettkampfprogramm

### Sportarten
Beim Frankenstein-Bergturnfest werden die Sportarten Leichtathletik und Turnen sowie der Trendsport Nordic Walking angeboten.
Im Herbst 2012 wurde durch einen um Vereinsvertreter erweiterten Bergturnfestausschuss ein neues Konzept beschlossen:
- Basis bleibt der Leichtathletische Dreikampf
- Der Langlauf geht über die Distanzen 1.500, 3.000 und 10.000 Meter
- Sonderdisziplinen wie das Steinstoßen werden durch ein Baumstammwerfen ergänzt
- Spieleparcours aus alten und neuen Turnspielen
- Staffelläufe und Biathlon (Laufen und Werfen) als Abschluss-Wettkämpfe

### Wettkampfdisziplinen
- Dreikampf (wahlweise drei von vier Disziplinen, nach Altersgruppe und Geschlecht)

50-, 75-, 100-, 800- oder 1000-Meter-Lauf
Weitsprung bzw. Standweitsprung
Kugelstoßen 3, 4, 5 oder 6,25 bzw. 7,26 Kilogramm
Schlagball- bzw. Vollball-Weitwurf 80, 200 oder 800 Gramm bzw. 1,5 Kilogramm
- Langstreckenlauf, 1,5 Kilometer, 3 oder 10 Kilometer
- Nordic Walking, 10 Kilometer
- Keulen-Zielwurf, 15, 20 oder 25 Meter
- Stabweitsprung
- Staffellauf (Pendelstaffeln), 4 × 50, 4 × 75, 4 × 100, 10 × 75 oder 8 × 100 Meter
- Steinstoßen, 10 oder 15 Kilogramm

Im Rahmen der Wettkämpfe des Langlauf-Cups findet der so genannte Lindwurmlauf (Karl-Roß-Gedächtnislauf) über eine Distanz von 10 Kilometern statt, der seit 1995 angeboten wird. Dabei überwinden die Läufer insgesamt 150 Höhenmeter.
Außerdem werden das 10 Kilometer lange Lindwurm-Walking und der rund anderthalb Kilometer lange Waldlauf Rund um den Frankenstein durchgeführt.

### Höchstleistungen
In der Statistik der Bestleistungen, die während der Frankenstein-Bergturnfeste erstellt worden sind, wird beispielsweise der Turner Johannes Hablik (TV 1877 Ober-Ramstadt) aufgeführt, Hessischer Meister im Turnen und mehrfacher Deutscher Meister im Deutschen Mehrkampf.

## Organisation

### Volunteering
Von entscheidender Bedeutung für das Frankenstein-Bergturnfest sind seit mehr als hundert Jahren eine Vielzahl ehrenamtlicher Helfer, ohne deren unermüdliches Engagement kein solcher Event möglich wäre. So müssen beispielsweise die Wettkampfflächen in geeigneter Weise vorbereitet werden, Wettkampfstatistiken geführt und ausgewertet, Nahrungsmittel und Getränke besorgt, transportiert und zum Teil zubereitet werden, ausreichend Trinkwasser, medizinische Versorgung und Sanitäreinrichtungen garantiert sein. Dazu gehört eine umfassende Presse- und Öffentlichkeitsarbeit sowie der Kontakt zu den vielen beteiligten Vereinen.

### Veranstalter
Der Frankenstein-Bergturnfest-Ausschuss setzt sich aus Mitgliedern des Turnvereins 1894 Nieder-Beerbach bzw. des Turngaus Main-Rhein zusammen. Ausschussvorsitzender ist Udo Bausch.

### Termin
Der Veranstaltungstermin wird in enger Abstimmung mit dem Turngau Main-Rhein jährlich neu mit Rücksicht auf den Naturschutz außerhalb der Brut- und Setzzeiten festgesetzt. Traditionell findet die Veranstaltung am letzten Sonntag im August statt, je nach aktueller Dauer der hessischen Schulsommerferien zeitweise aber am zweiten Sonntag im September oder zwischen diesen beiden Daten.

### Fundraising
Beim Gauturntag wird Fundraising für das Frankenstein-Bergturnfest betrieben, um finanzielle Mittel zu generieren.

### Sponsoring
Für das Frankenstein-Bergturnfest gibt es wechselnde Sponsoren, beispielsweise eine Sparkasse und einen Energieversorger. Diese stiften unter anderem die bei den Siegern dauerhaft verbleibenden Pokale für Wettkämpfe.

### Logo
Für das Frankenstein-Bergturnfest wurde ein eigenes Logo mit einer kreisrunden, jedoch nicht durch eine Umrandung begrenzten Grundform gestaltet. Umlaufend trägt das Logo den Schriftzug mit dem Namen der Veranstaltung in Groß-/Kleinschreibung, im Zentrum werden beispielhaft drei Piktogramme angebotener Sportdisziplinen und die Türme der Burg Frankenstein als lokaler Bezug dargestellt. Das Logo ist monochrom schwarz auf weißem Grund.

### Infrastruktur
Während der Veranstaltung dient die Felsing-Hütte den Organisatoren des Turnvereins 1894 Nieder-Beerbach unter anderem als Wettkampfbüro sowie für das Catering der Wettkampfteilnehmer. Die Freiwillige Feuerwehr versorgt die Teilnehmer am Veranstaltungstag über ein großes Reservoir mit frischem Trinkwasser, darüber hinaus werden mobile sanitäre Einrichtungen bereitgestellt. Teilnehmervereine haben nach Genehmigung die Möglichkeit, Zelte aufzustellen. Während der Wettkämpfe steht das Deutsche Rote Kreuz Ortsverein Nieder-Beerbach für eine eventuell notwendige Versorgung zur Verfügung, die Langstreckenläufe werden vom DRK teilweise per Quad begleitet. Die Anlage wird unter anderem mit aktiver Hilfe des örtlichen Bauhofes für die Wettkämpfe vorbereitet.

### Rahmenprogramm
Unter anderem durch den Umstand, dass die Wettkämpfe in einem Naturschutzgebiet ausgetragen werden, sind die Möglichkeiten eines Rahmenprogramms eng begrenzt. In früheren Jahren gab es vor Beginn der Wettkämpfe ein gemeinsames Gebet, auf das jedoch später verzichtet worden ist.

#### Ehrenmal

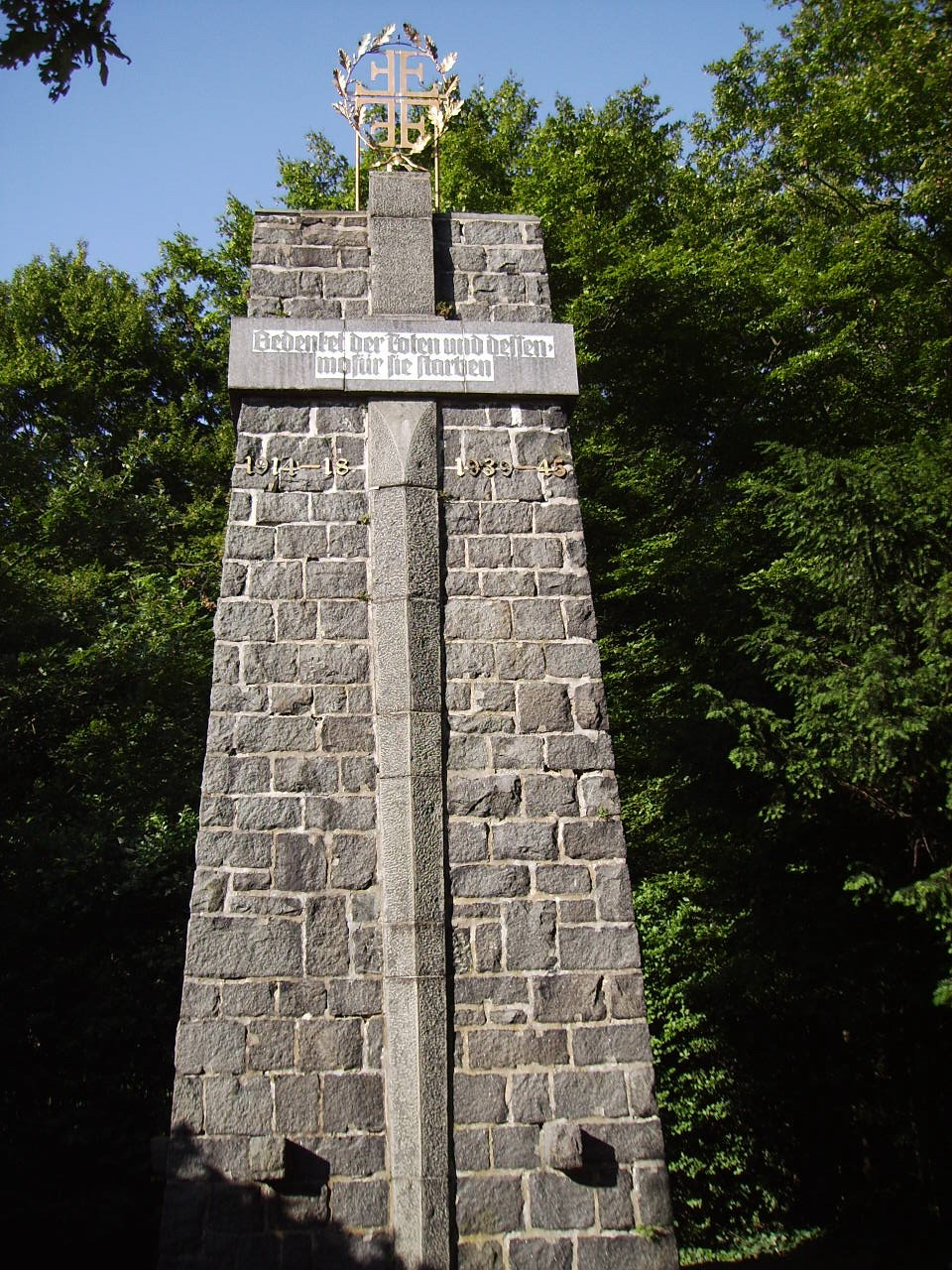
Ehrenmal für die Toten der Weltkriege nahe Burg Frankenstein mit Turnerkreuz im Eichenlaubkranz

Neben dem Besucherparkplatz der Burg haben Turner nach dem Ersten Weltkrieg ein Ehrenmal aus behauenen Steinen unterschiedlicher Größe sowie Metallteilen errichtet und am 4. September 1927 feierlich eingeweiht. An dem Obelisken wurde symbolisch ein aus verschieden geformten steinernen Elementen zusammengefügtes Schwert angebracht, das gleichzeitig ein christliches Kreuz darstellt. Anstelle der Parierstange dieses Schwertes bzw. als horizontale Achse des Kreuzes ist eine schmale rechteckige Gedenktafel angebracht. Sie trägt die eingemeißelte Inschrift: „Gedenket der Toten und dessen, wofür sie starben“. Unterhalb der Gedenktafel befinden sich auf der Höhe des so genannten Ricasso der Schwertklinge zu beiden Seiten aufgebrachte goldfarbene Metallziffern, links „1914 – 1918“, rechts „1939 – 1945“. Das ursprünglich den Toten des Ersten Weltkrieges gewidmete Ehrenmal wurde Jahrzehnte später auch für die Toten des Zweiten Weltkrieges umgewidmet. Quasi als Schwertknauf sitzt oben ein goldfarbenes metallenes Turnerkreuz im Eichenlaubkranz zentriert auf, das am Obelisken befestigt ist. Die nach unten gerichtete Schwertspitze symbolisiert Wehrhaftigkeit, aber keine Aggressivität. Der Eichenlaubkranz steht für Unsterblichkeit, Standhaftigkeit und Treue. Die vier F stehen für Frisch, fromm, fröhlich, frei. Hintergrund der heutzutage oft nicht mehr nachvollziehbaren Kombination von Turnerkreuz und patriotisch-militärisch orientiertem Gedenken ist der Umstand, dass die Turnbewegung im 19. Jahrhundert eng mit den Bestrebungen zu nationaler Einheit verbunden war. Turnerische Betätigung richtete sich bis ins 20. Jahrhundert hinein auf das Ziel körperlicher Ertüchtigung junger Männer für den Wehrgedanken.
Im unteren Bereich des Obelisken ragen Steine aus dem Obelisken heraus, die als Aufhängung von Kränzen dienen. Eine Gedenkveranstaltung und Kranzniederlegung findet jeweils aus Anlass des Frankenstein-Bergturnfestes statt. Die Organisatoren der Sportveranstaltung haben die Dauerpflege des Ehrenmals übernommen.

### Preise
Für die Sportler werden attraktive Preise und Ehrungen ausgelobt. So gibt es beispielsweise Gold-, Silber- und Bronze-Medaillen, den Drachentöter-Schild in Silber oder Bronze, den Frankenstein-Ehrenschild und den Ritter-Georg-Schild als Wanderpreise sowie von Sponsoren zur Verfügung gestellte Pokale.

#### Nomenklatur
Die Bezeichnungen Lindwurmlauf und Lindwurm-Walking gehen auf die Sage zurück, dass Ritter Georg von Frankenstein im Steinbruch unterhalb der Burg einen Lindwurm besiegt haben soll. Dieser sei für die Bevölkerung von Nieder-Beerbach eine Bedrohung gewesen und habe sich nur durch das Fleisch junger Mädchen auf Distanz halten lassen. So erklärt sich auch die Namensgebung einzelner Preise.